# Vijfhuizerbrug
De Vijfhuizerbrug of Brug Vijfhuizen is een ophaalbrug bij Vijfhuizen over de Ringvaart van de Haarlemmermeerpolder in Noord-Holland.
De brug verbindt Haarlemmermeer met de wijk Schalkwijk in de gemeente Haarlem. Voor de inpoldering van de Haarlemmermeerpolder behoorde het gebied aan beide kanten van de huidige brug tot de toenmalige gemeente Zuidschalkwijk. Zo komt het dat terwijl aan de ene kant van de brug het dorp Vijfhuizen ligt, aan de andere, Haarlemse, kant zich het wegje Vijfhuizen en de Vijfhuizer Molen bevinden.
Om de Ringvaart te kunnen oversteken lagen er verspreid over de vaart een zestal rolbruggen (Lisserbroek, Bennebroek, Vijfhuizen, Sloten, Aalsmeer en Leimuiden). De plattegrond uit rond 1870 laat ook bij Vijfhuizen ook een rolbrug zien. De rolbrug bestond uit een deel dat op zes wielen over twee balken heen en weer bewogen kon worden. De brug is op een luchtfoto te zien. De brug lag dermate laag over het water, dat bij elk vaartuig de brug open moest voor de scheepvaart.
De ophaalbrug is in 1931 gebouwd, grotendeels van hout. Bij een renovatie in 1972 zijn de eikenhouten liggers vervangen door stalen liggers. In 1992 ging het beheer van de brug over van Waterschap Groot Haarlemmermeer naar de gemeente Haarlemmermeer. In 1994 werden de houten leuningen naar de oude toestand hersteld. Vanaf 1994 wordt de brug aangedreven door een elektromotor. In 2000 is de brug gerenoveerd, wat te lezen is op een plaquette op de brug. In 2019 is er sprake van een houten brug en houten remmingswerk, het deel gerelateerd aan het bewegende deel (hameipoort, balans(priemen), ophangstangen en het val) zijn van ijzer of staal. Het val moet bij warm weer door uit de vaart opgepompt water gekoeld worden. In de hameipoort zijn de letters HMP zichtbaar.
Omdat de Vijfhuizerbrug nog grotendeels in oorspronkelijke staat is heeft de gemeente Haarlemmermeer deze brug als enige op de gemeentelijke monumentenlijst geplaatst.

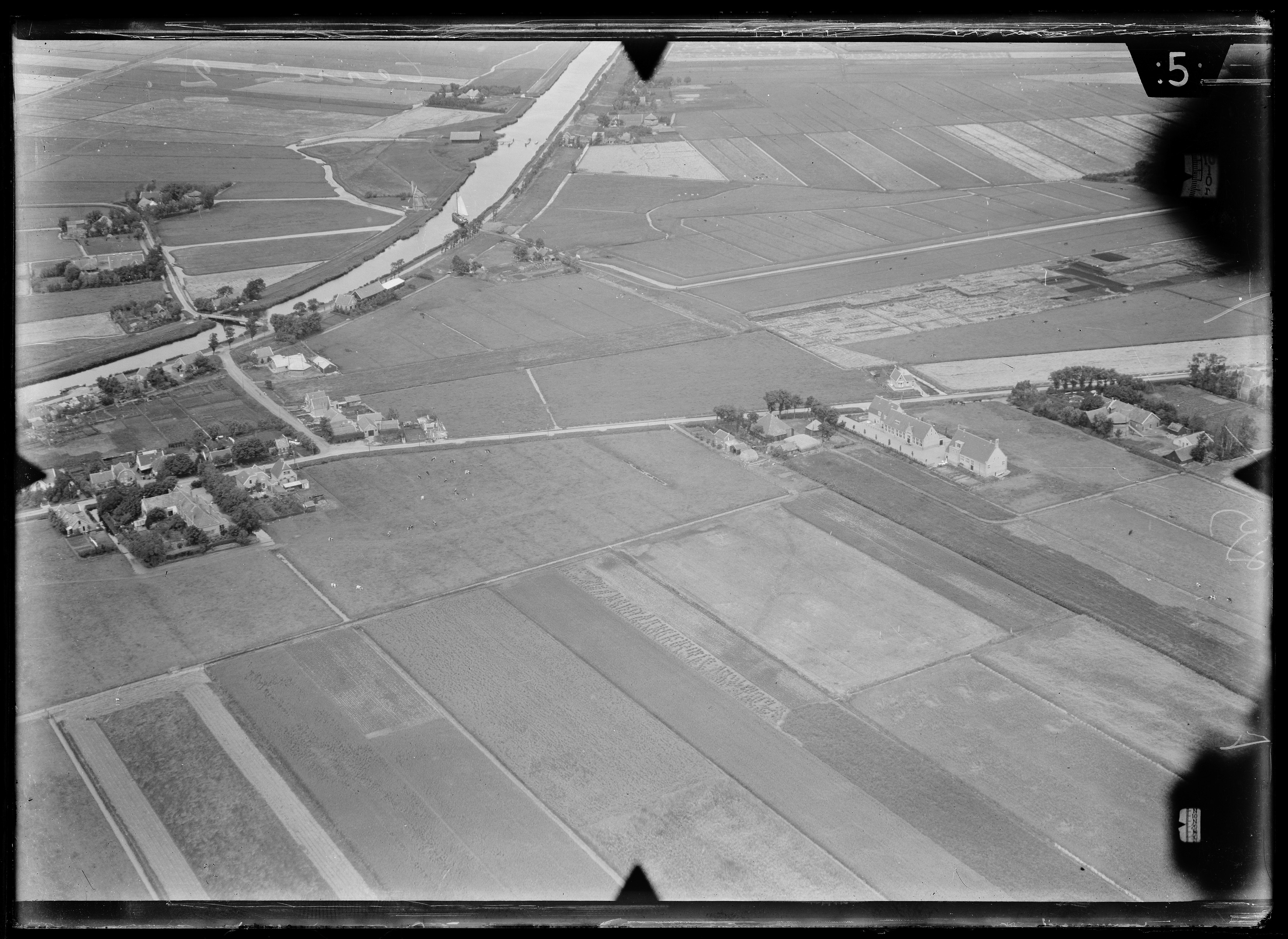
Luchtfoto tussen 1920-1940 met brug, maar nog geen “ophaal”-brug
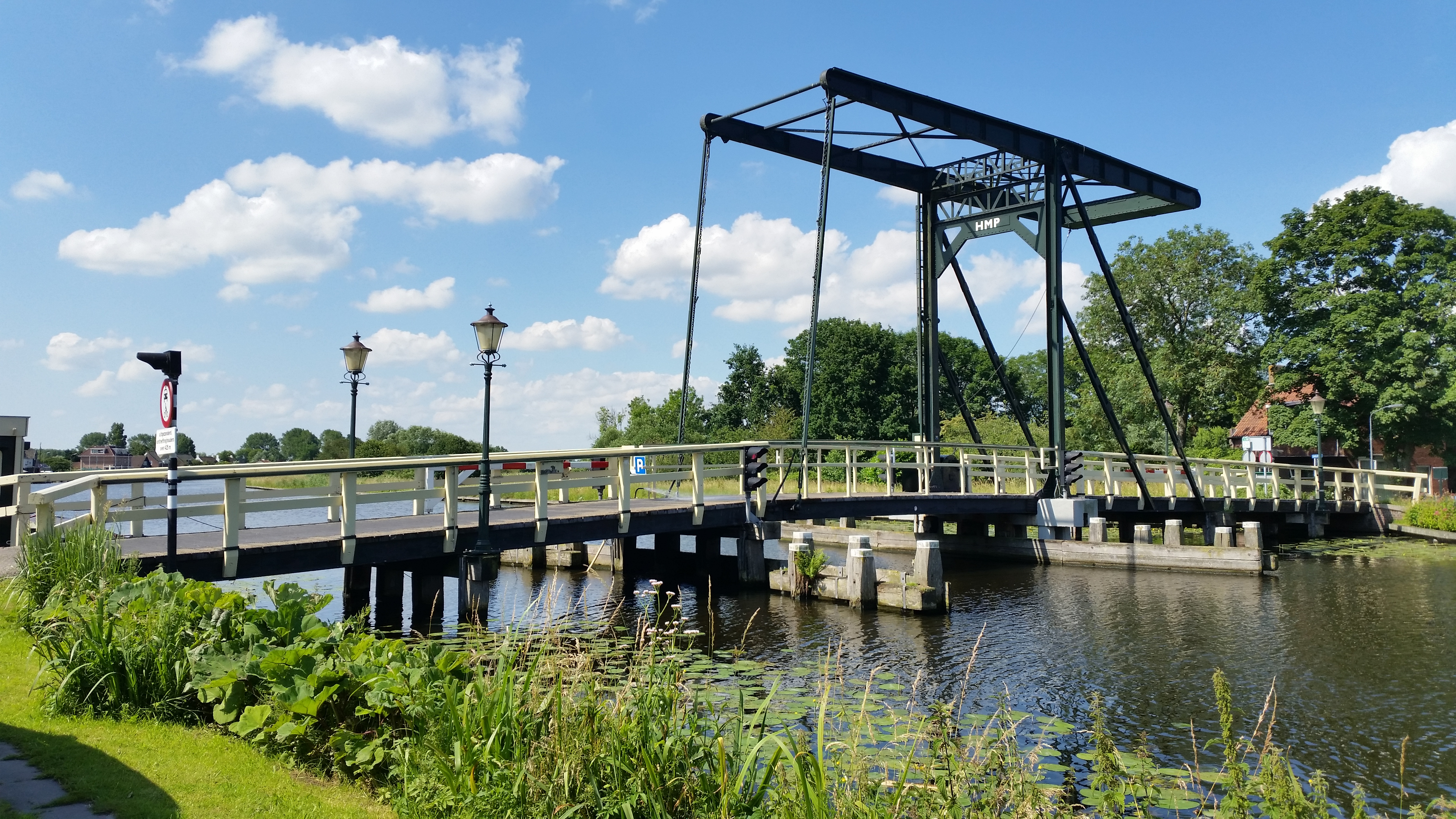
Vijfhuizerbrug vanuit het noorden (juni 2019)
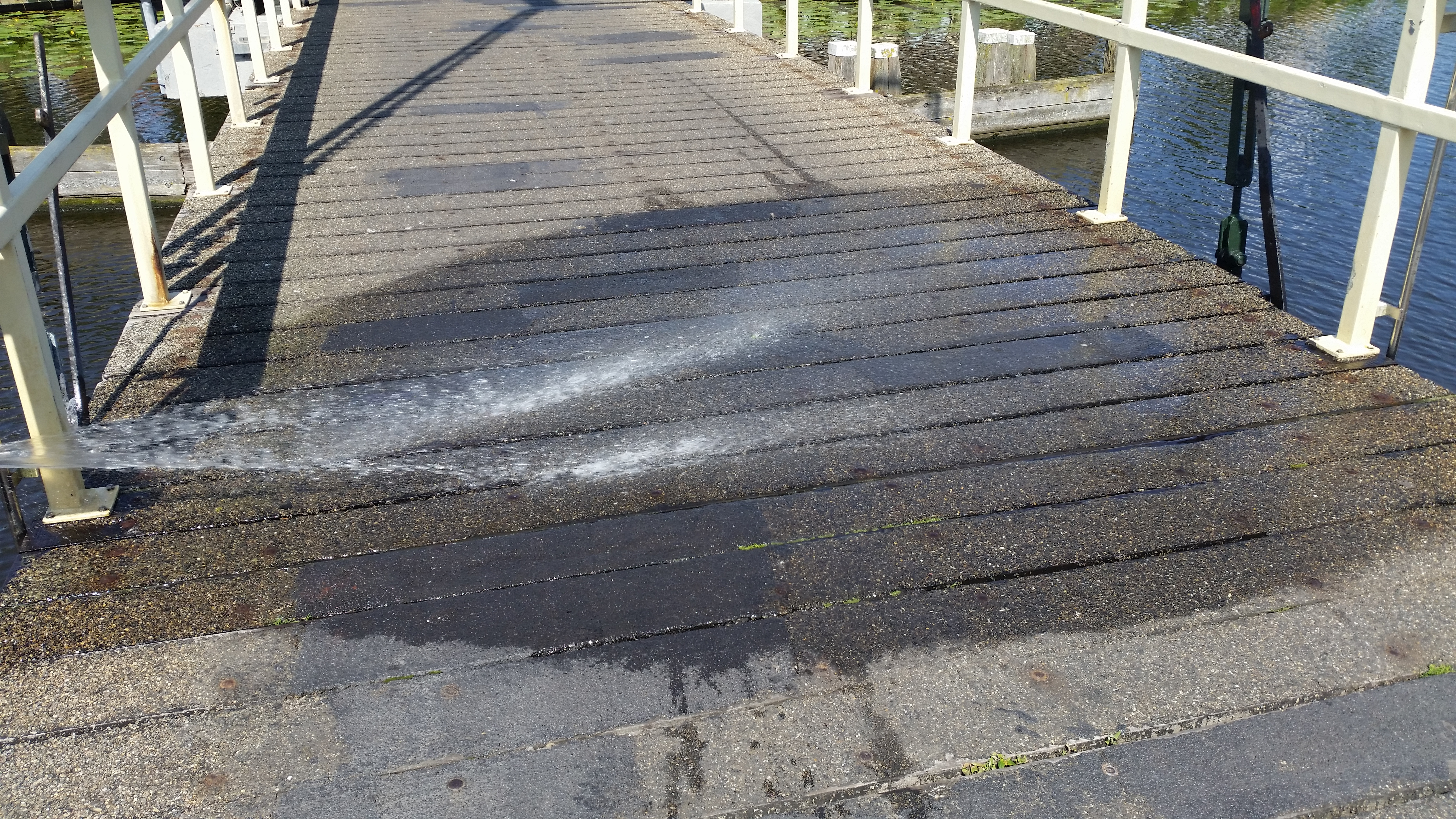
Besproeien van Vijfhuizerbrug (juni 2019)